# Humorista

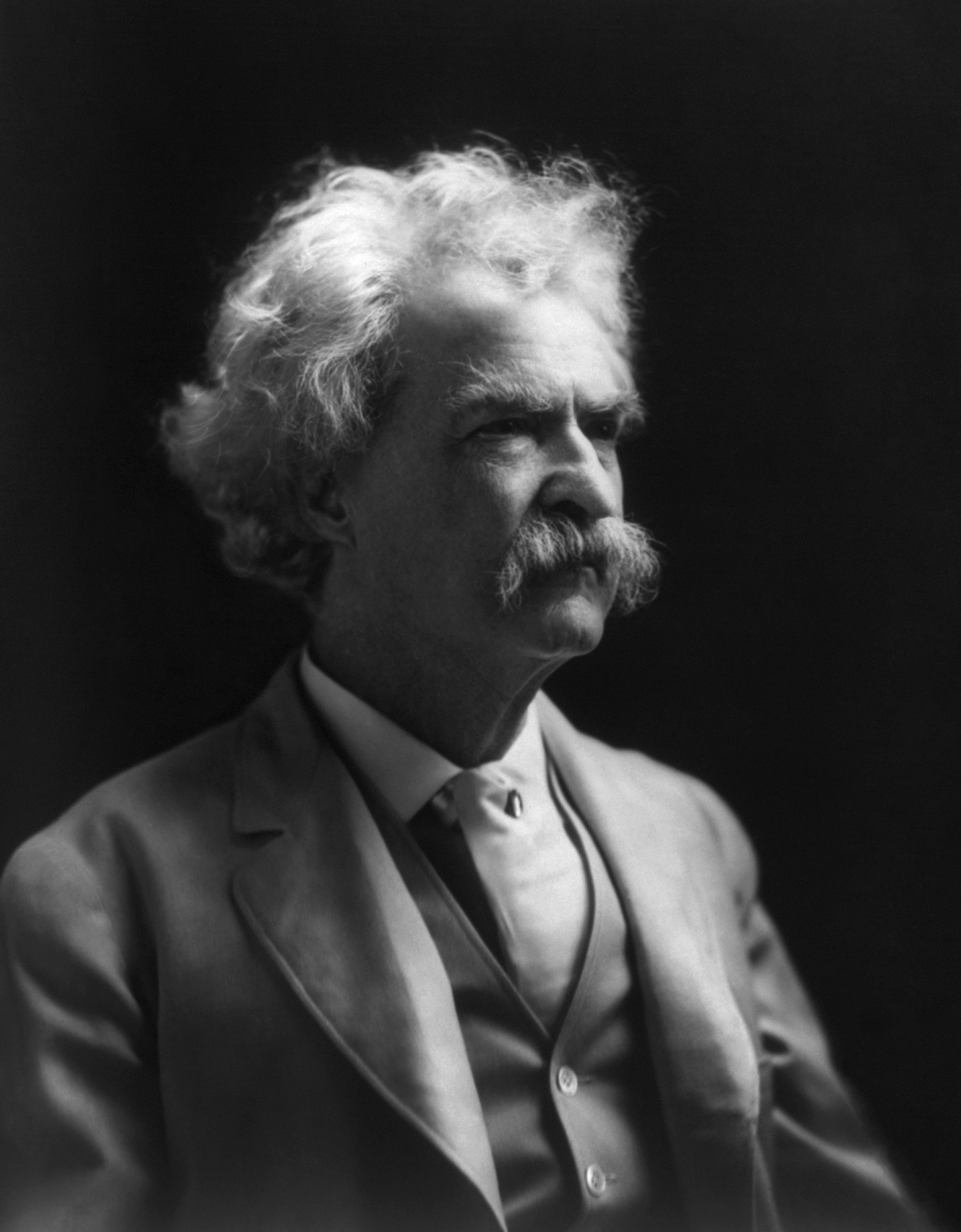
Samuel Clemens, humorista estatunidenc que escrigué sota el pseudònim de Mark Twain.

Un humorista és un intel·lectual que utilitza l'humor per escrit o per parlar en públic, pot ser autor d'obres, dibuixos, espectacles, etc., humorístics. Els humoristes són diferents dels còmics, l'ofici dels quals és fer riure a l'audiència, normalment a un d'espectacle (en directe o emprant algun medi de difusió). Tanmateix, algunes persones han ocupat ambdós rols en el curs de les seves carreres. Segons la definició del DCVB: "Un humorista és una persona que té la facultat de l'humor".
Pot ser una persona que es dediqui professionalment a la producció d'obres escrites o gràfiques, o a fer intervencions públiques amb finalitats humorístiques. Un humorista no és un còmic tot i que hi ha casos en què es poden combinar ambdues professions. També són freqüents els exemples de produccions humorístiques parcials entre activitats de caràcter general referides a una mateixa persona.

## Humorisme literari[calcitació]

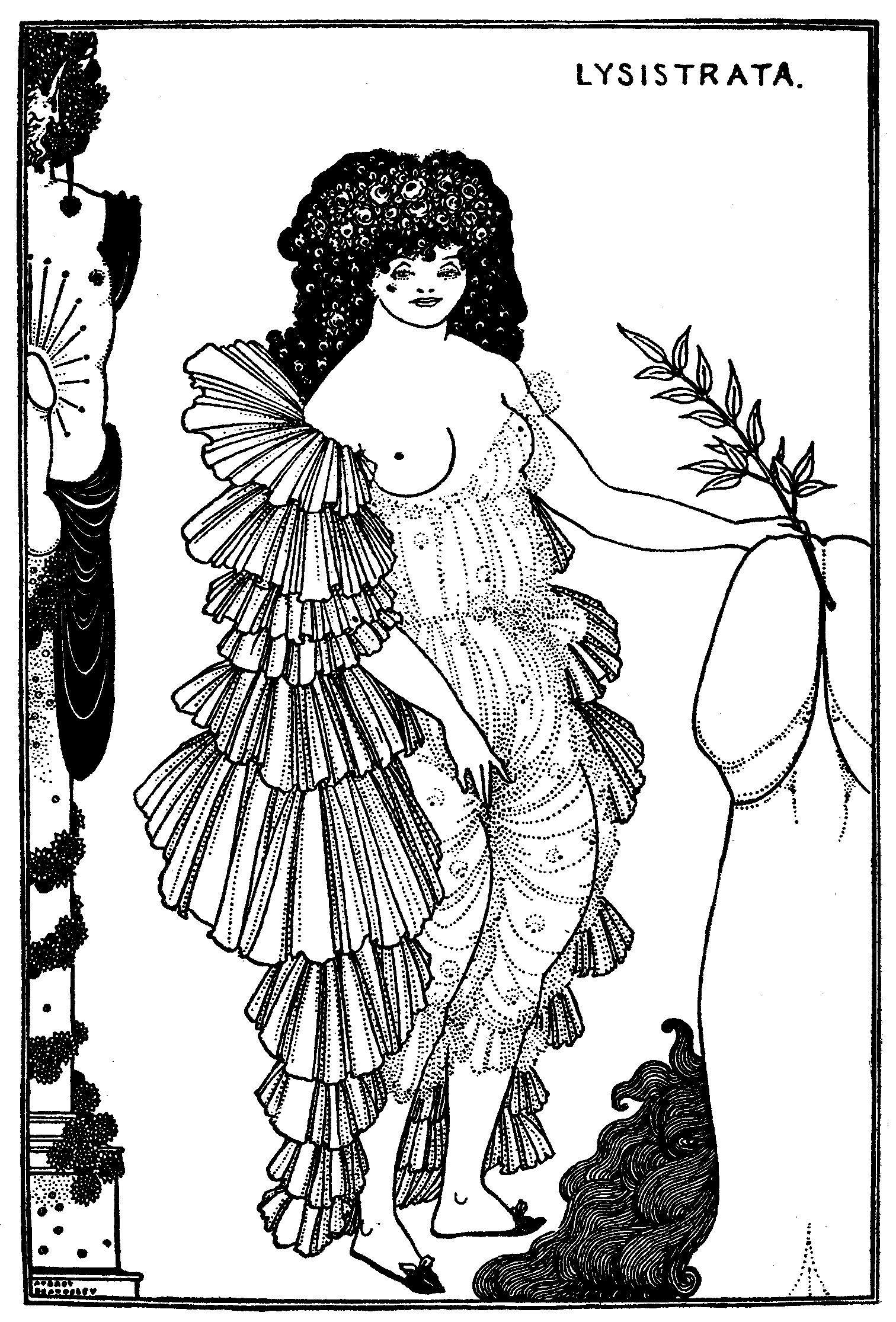
Gravat d'Aubrey Beardsley (1896).

Molts autors literaris conrearen l'humorisme. Alguns de forma gairebé exclusiva. Altres en forma parcial o limitada. S'inclou una llista a títol representatiu.
- 448 aC-380 aC. Aristòfanes
  - 411 aC. Lisístrata
- c 341 aC-c 290 aC. Menandre d'Atenes
- 216 aC-184 aC. Plaute
- 184 aC-c 159 aC. Terenci

### Era cristiana
- 43 dC-104 dC. Marc Valeri Marcial.

### Edat mitjana
- c 1283-c 1351. Juan Ruíz Arxipreste d'Hita
  - Libro de buen amor
- c 1300. Geoffrey Chaucer
- c 1401-1478. Jaume Roig
- c 1450? Jaume Gassull
- 1456-1460. La Farce de Maître Pathelin.[3]
- 1480-1545. Antonio de Guevara.[4]
- 1490-1553. François Rabelais

### Segle XVI
- 1547-1616. Miguel de Cervantes Saavedra
  - El Quixot

- 1565-1635. Alessandro Tassoni
  - La secchia rapita (La galleda robada).[5][6]
- 1578-1623. Rector de Vallfogona

### Seglexvii
- 1619-1655. Cyrano de Bergerac.[7]
- 1622-1673. Molière
- 1672-1719. Joseph Addison.[8]

### Seglexviii
- 1706-1790. Benjamin Franklin
- 1707-1793. Carlo Goldoni
- 1721–1771. Tobias Smollett
  - The Adventures of Peregrine Pickle.[9]

### Seglexix
- 1812-1870. Charles Dickens

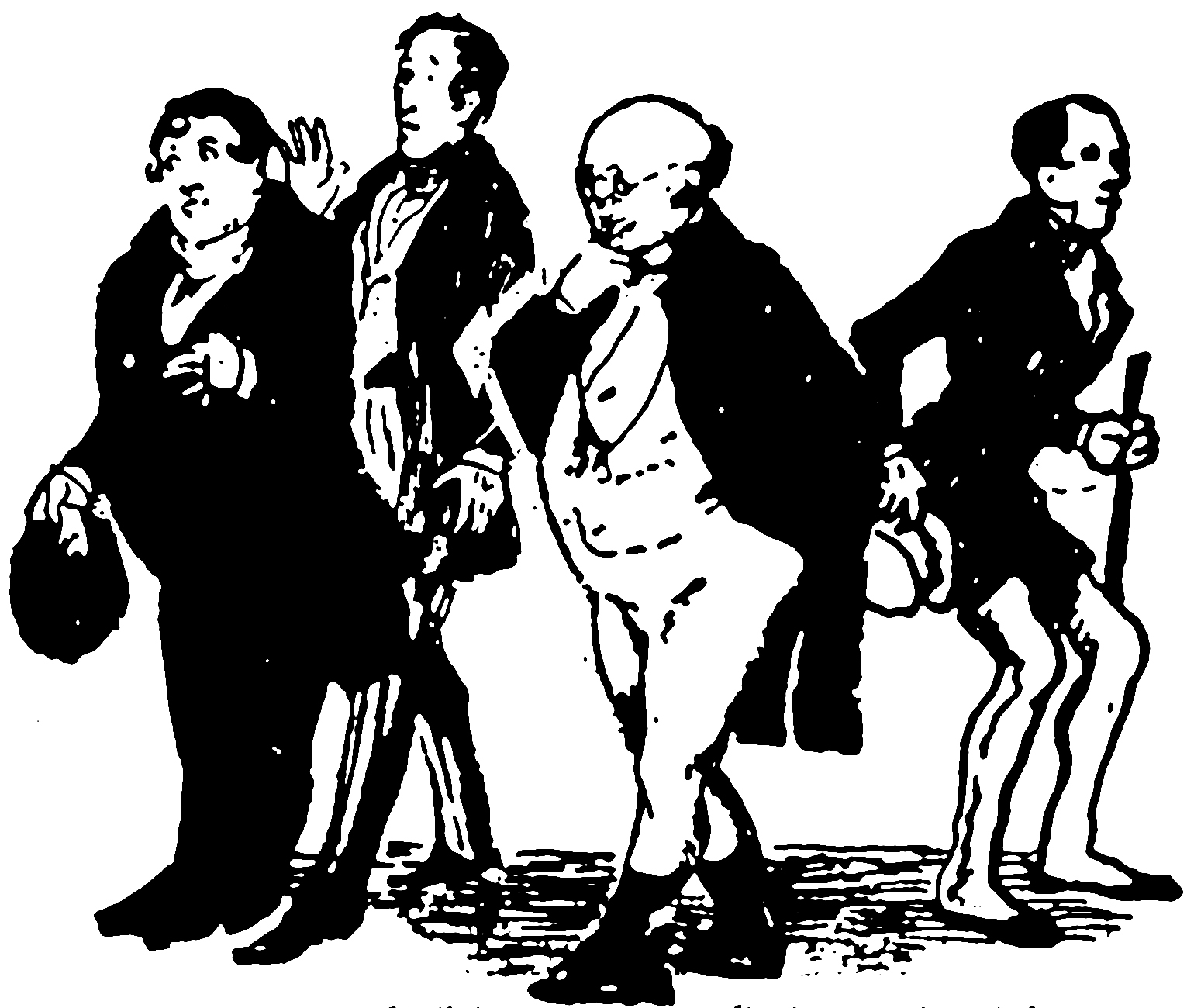
The Posthumous Papers of the Pickwick Club. Quatre personatges principals: Tracy Tupman, Nathaniel Winkle, Samuel Pickwick i Augustus Snodgrass.

  - Els papers pòstums del Club Pickwick.[10][11]
- 1815-1888. Eugène Labiche
- 1835-1910. Mark Twain
- 1840-1847. Alphonse Daudet
  - Tartarin de Tarascon.[12]

- 1854-1900. Oscar Wilde
  -  The Importance of Being Earnest, A Trivial Comedy for Serious People
- 1859-1927. Jerome K. Jerome.[13]
  - Three Men in a Boat.[14]
- 1866-1943. Carlos Arniches Barreda
  - La señorita de Trévelez.[15]
- 1874-1936.  Chesterton
- 1879-1936. Pedro Muñoz Seca
  - La venganza de Don Mendo
- 1880-1950. Josep Maria Folch i Torres.
  - Les Formidables aventures d'en Pere Fi.[16]
- 1881 - 1975. P. G. Wodehouse.[17]
- 1893-1971.Harold Lloyd.
- 1899- 1995. Noel Clarasó i Serrat.[18]

### Segle XX
- 1908-1968. Giovannino Guareschi.[19]
  - Il destino si chiama Clotilde.[20][21]

- 1917-2000. Joan Capri

- 1918-1990. Manuel de Pedrolo
  - Domicili provisional

- 1928-2013. Tom Sharpe.
- 1943.  Eduardo Mendoza
  - Sin noticias de Gurb.
- 1958. Helen Fielding.[22]
  - El diari de Bridget Jones
- Bill Cosby
- Adam Sandler

## Humorisme teatral[calcitació]
L'escena dramàtica compta amb moltes obres còmiques universalment reconegudes. Algunes d'aquestes comèdies, principalment destinades a fer riure, mostren aspectes humorístics prou subtils. No sempre és fàcil seleccionar les obres de teatre (comèdies o tragicomèdies) que ofereixen matisos d'humor. Els autors seleccionats s'han llistat més amunt, entre els altres escriptors.